# دوغلاس لومسدن
دوغلاس آرون لومسدن ، من مواليد 31 أغسطس 1971)، هو سياسي من حزب المحافظين الإسكتلندي.  و كان عضوًا في البرلمان الإسكتلندي لمنطقة شمال شرق إسكتلندا منذ انتخابات مايو 2021.  ولقد كان سابقًا رئيساً مشاركاً لمجلس مدينة أبردين. 
ولد دوغلاس في أبردين عام 1971. تلقّى تعليمه في مدرسة أبردين النحوية وجامعة روبرت غوردون، حيث درس الهندسة الإلكترونية والكهربائية.